# Emociones en los animales

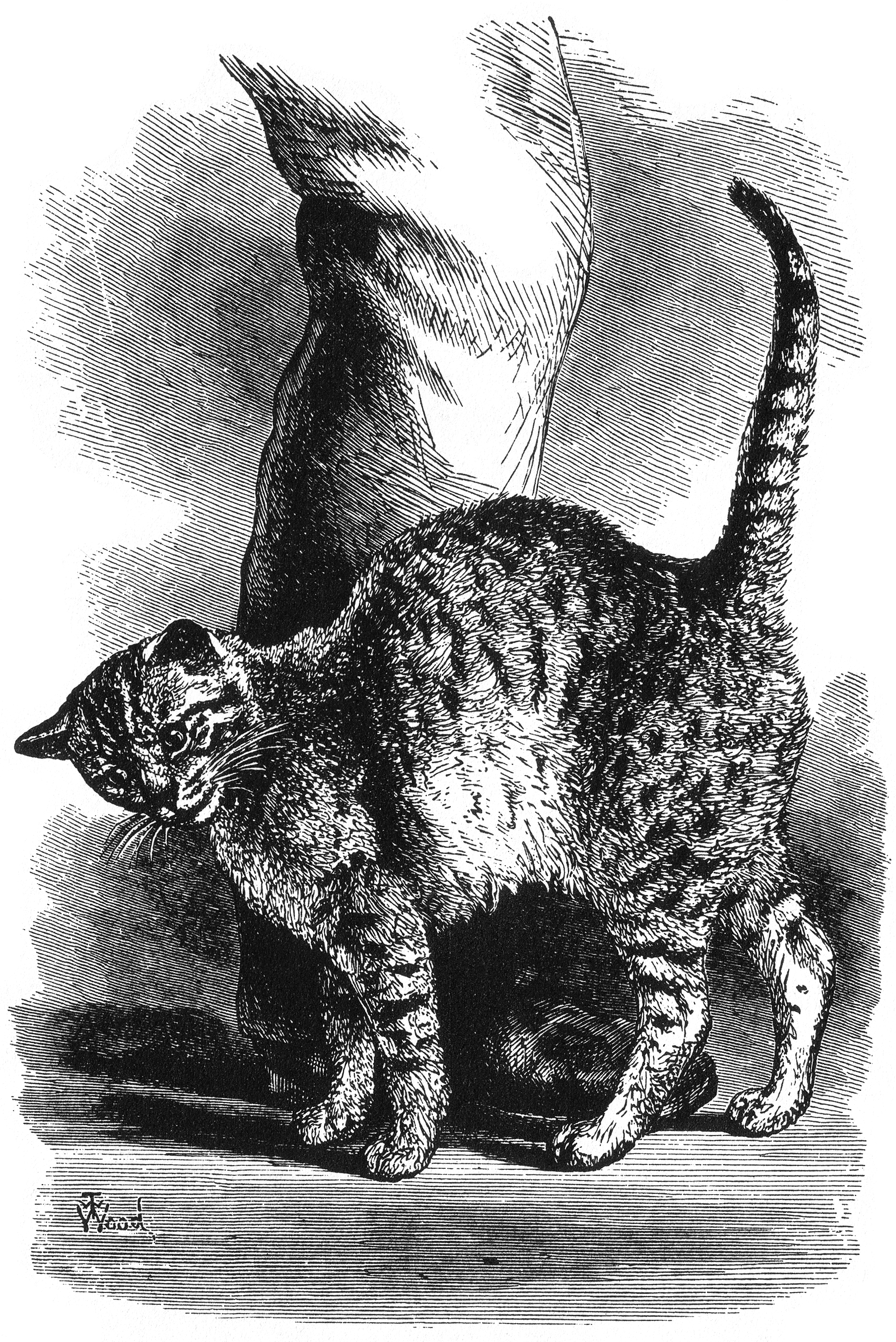
Un dibujo de un gato realizado por TW Wood en el libro de Charles Darwin La expresión de las emociones en el hombre y los animales, descrito como actuando "en un estado mental afectuoso".

La emoción se define como cualquier experiencia mental de alta intensidad y contenido hedónico. Se cree que la existencia y la naturaleza de las emociones en los animales están correlacionadas con las de los humanos y han evolucionado a partir de los mismos mecanismos. Charles Darwin fue uno de los primeros científicos en escribir sobre el tema, y su enfoque observacional (y a veces anecdótico) ha evolucionado desde entonces hacia un enfoque científico más sólido y basado en hipótesis. Las pruebas de sesgo cognitivo y los modelos de indefensión aprendida han mostrado sentimientos de optimismo y pesimismo en una amplia gama de especies, incluidas ratas, perros, gatos, macacos rhesus, ovejas, polluelos, estorninos, cerdos y abejas. Jaak Panksepp jugó un papel importante en el estudio de las emociones animales, basando su investigación en el aspecto neurológico. Menciona siete sentimientos emocionales básicos reflejados a través de una variedad de sistemas de acción emocional límbico neurodinámico, que incluyen la búsqueda, el miedo, la rabia, la lujuria, el cuidado, el pánico y el juego. Mediante estimulación cerebral y desafíos farmacológicos, dichas respuestas emocionales pueden ser monitoreadas eficazmente.
La emoción se ha observado e investigado más a fondo a través de múltiples enfoques diferentes, incluido el conductismo, el comparativo, el anecdótico, específicamente el enfoque de Darwin y el que se usa más ampliamente hoy en día, el enfoque científico que tiene varios subcampos que incluyen pruebas de sesgo cognitivo, mecanicista y funcional, automedicación, neuronas fusiformes, vocalizaciones y neurología.
Aunque las emociones en los animales no humanos siguen siendo un tema bastante controvertido, se han estudiado en una amplia gama de animales, tanto grandes como pequeñas, incluidos primates, roedores, elefantes, caballos, pájaros, perros, gatos, abejas y cangrejos de río.

## Etimología, definiciones y diferenciación
La palabra "emoción" se remonta a 1579, cuando fue adaptada del vocablo francés émouvoir, que significa "agitar". Sin embargo, los primeros precursores del vocablo probablemente se remontan a los orígenes mismos del lenguaje.
Las emociones se han descrito como respuestas discretas y consistentes a eventos internos o externos que tienen un significado particular para el organismo. Las emociones son de duración breve y consisten en un conjunto coordinado de respuestas, que pueden incluir mecanismos fisiológicos, conductuales y neuronales. Las emociones también han sido descritas como resultado de la evolución porque proporcionaron buenas soluciones a problemas antiguos y recurrentes que enfrentaron los antepasados.

### Lateralidad
Se ha propuesto que las emociones negativas asociadas con la retirada son procesadas predominantemente por el hemisferio derecho, mientras que el hemisferio izquierdo es en gran medida responsable de procesar las emociones positivas relacionadas con el acercamiento. Esto se ha denominado la "hipótesis de lateralidad-valencia ".

### Emociones humanas básicas y complejas
En los humanos a veces se hace una distinción entre emociones “básicas” y “complejas”. Se han clasificado seis emociones como básicas: ira, asco, miedo, felicidad, tristeza y sorpresa. Las emociones complejas incluirían el desprecio, los celos y la simpatía. Sin embargo, esta distinción es difícil de mantener, y a menudo se dice que los animales expresan incluso las emociones más complejas.

## Trasfondo

### Enfoque conductista

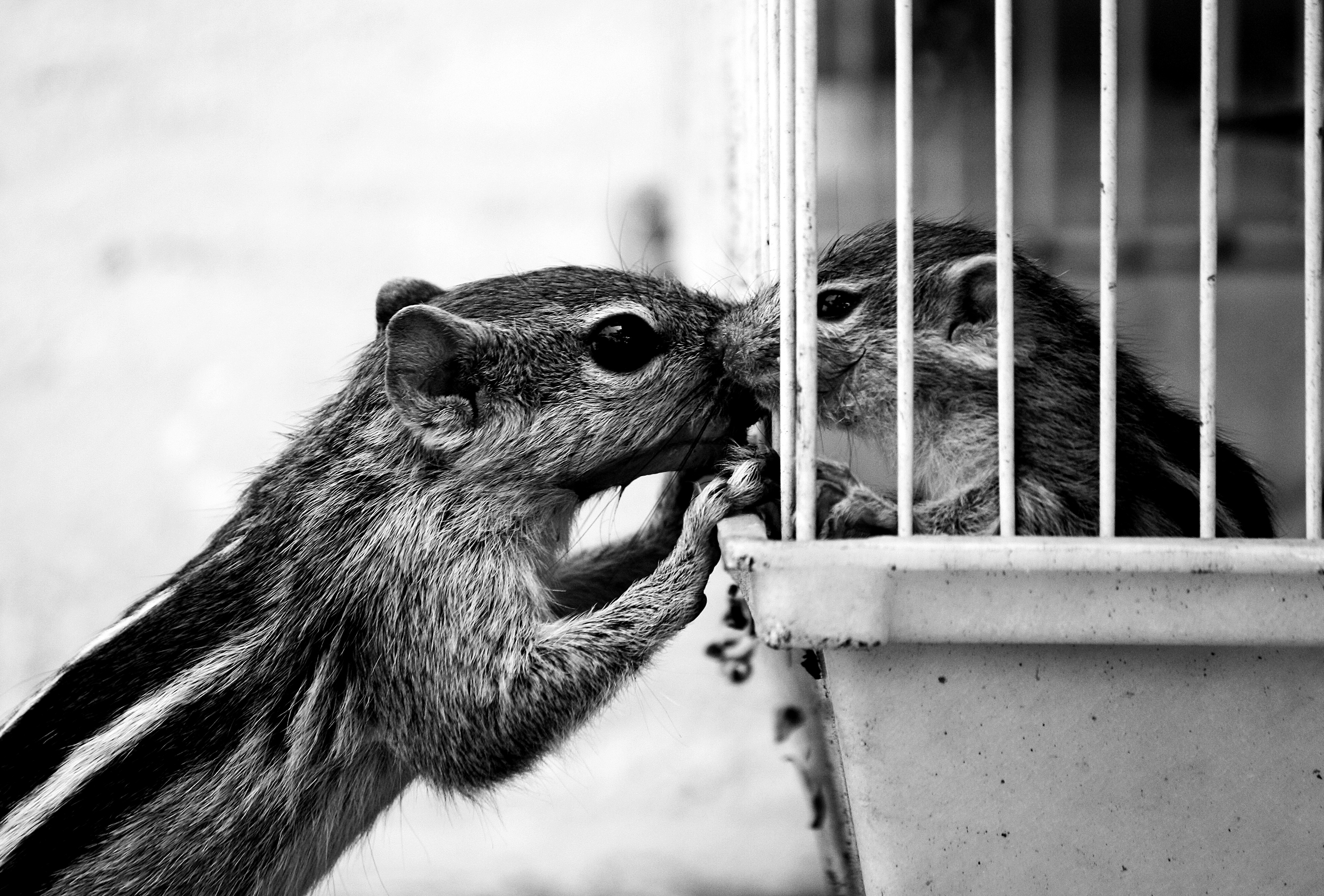
Una ardilla comunicándose con su cría

Antes del desarrollo de las ciencias animales, como la psicología comparada y la etología, la interpretación del comportamiento animal tendía a favorecer un enfoque minimalista conocido como conductismo. Este enfoque se niega a atribuir a un animal una capacidad que vaya más allá de la menos exigente que explicaría un comportamiento; cualquier cosa más que esto se considera un antropomorfismo injustificado. El argumento conductista es: ¿por qué los humanos deberían postular la conciencia y todas sus implicaciones casi humanas en los animales para explicar algún comportamiento, si el mero estímulo-respuesta es una explicación suficiente para producir los mismos efectos?
Algunos conductistas, como John B. Watson, afirman que los modelos de estímulo-respuesta proporcionan una explicación suficiente para los comportamientos animales que han sido descritos como emocionales, y que todo comportamiento, sin importar cuán complejo sea, puede reducirse a una simple asociación estímulo-respuesta. Watson describió que el propósito de la psicología era "predecir, dado el estímulo, qué reacción tendrá lugar; o dada la reacción, indicar cuál es la situación o el estímulo que ha causado la reacción".La cautelosa redacción de Dixon ejemplifica este punto de vista: 

Los trabajos recientes en el área de la ética y los animales sugieren que es filosóficamente legítimo atribuir emociones a los animales. Además, a veces se sostiene que la emocionalidad es un estado psicológico moralmente relevante que comparten los humanos y los no humanos. Lo que falta en la literatura filosófica que hace referencia a las emociones en los animales es un intento de aclarar y defender alguna explicación particular de la naturaleza de la emoción y el papel que desempeñan las emociones en una caracterización de la naturaleza humana. En este artículo sostengo que algunos análisis de la emoción son más creíbles que otros. Por ello, la tesis de que los humanos y los no humanos comparten emociones puede ser un argumento más difícil de sostener de lo que se ha reconocido hasta ahora.

Moussaieff Masson y McCarthy describen una visión similar (con la que no están de acuerdo):

Aunque el estudio de las emociones es un campo respetable, quienes trabajan en él suelen ser psicólogos académicos que limitan sus estudios a las emociones humanas. La obra de referencia estándar, The Oxford Companion to Animal Behaviour, aconseja a los conductistas que "es recomendable estudiar el comportamiento, en lugar de intentar llegar a cualquier emoción subyacente. Existe una considerable incertidumbre y dificultad relacionada con la interpretación y ambigüedad de la emoción: un animal puede hacer ciertos movimientos y sonidos, y mostrar ciertas señales cerebrales y químicas cuando su cuerpo está dañado de una manera particular. Pero ¿significa esto que un animal siente —es consciente del dolor como nosotros, o simplemente significa que está programado para actuar de cierta manera ante ciertos estímulos? Se pueden hacer preguntas similares sobre cualquier actividad que un animal (incluido un humano) pueda emprender, en principio. Muchos científicos consideran que todas las emociones y cogniciones (en humanos y animales) tienen una base puramente mecanicista.

Debido a las cuestiones filosóficas de la conciencia y la mente que están involucradas, muchos científicos han evitado examinar las emociones animales y humanas y, en cambio, han estudiado las funciones cerebrales mensurables a través de la neurociencia.

### Enfoque comparativo
En 1903, C. Lloyd Morgan publicó el Canon de Morgan, una forma especializada de la navaja de Occam utilizada en etología, en la que afirmaba: 

En ningún caso la actividad animal debe interpretarse en términos de procesos psicológicos superiores, si puede interpretarse razonablemente en términos de procesos que se sitúan más abajo en la escala de la evolución y el desarrollo psicológicos.

### El enfoque de Darwin
Charles Darwin inicialmente planeó incluir un capítulo sobre la emoción en El origen del hombre, pero a medida que sus ideas progresaron se expandieron hasta convertirse en un libro: La expresión de las emociones en el hombre y los animales. Darwin propuso que las emociones son adaptativas y cumplen una función comunicativa y motivacional, y enunció tres principios que son útiles para comprender la expresión emocional: primero, el principio de los hábitos útiles adopta una postura lamarckiana al sugerir que las expresiones emocionales que son útiles se transmitirán a la descendencia. En segundo lugar, el principio de antítesis sugiere que algunas expresiones existen simplemente porque se oponen a una expresión que es útil. En tercer lugar, el principio de la acción directa del sistema nervioso excitado sobre el cuerpo sugiere que la expresión emocional ocurre cuando la energía nerviosa ha pasado un umbral y necesita ser liberada.

Darwin vio la expresión emocional como una comunicación externa de un estado interior, y la forma de esa expresión a menudo va más allá de su uso adaptativo original. Por ejemplo, Darwin observa que los humanos a menudo muestran sus colmillos cuando se burlan con rabia, y sugiere que esto significa que un ancestro humano probablemente utilizó sus dientes en acciones agresivas. El simple movimiento de la cola de un perro doméstico puede usarse de maneras sutilmente diferentes para transmitir muchos significados, como lo ilustra La expresión de las emociones en el hombre y los animales:

Ejemplos de posiciones de la cola que indican diferentes emociones en los perros
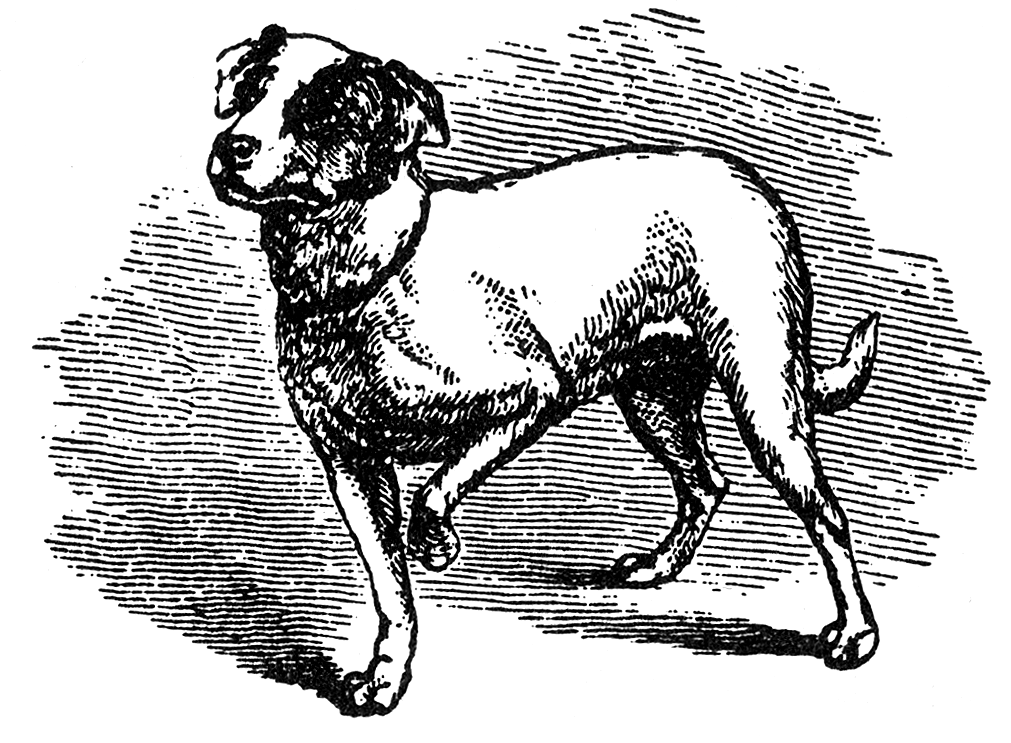
"Un perro pequeño observa a un gato sobre una mesa"
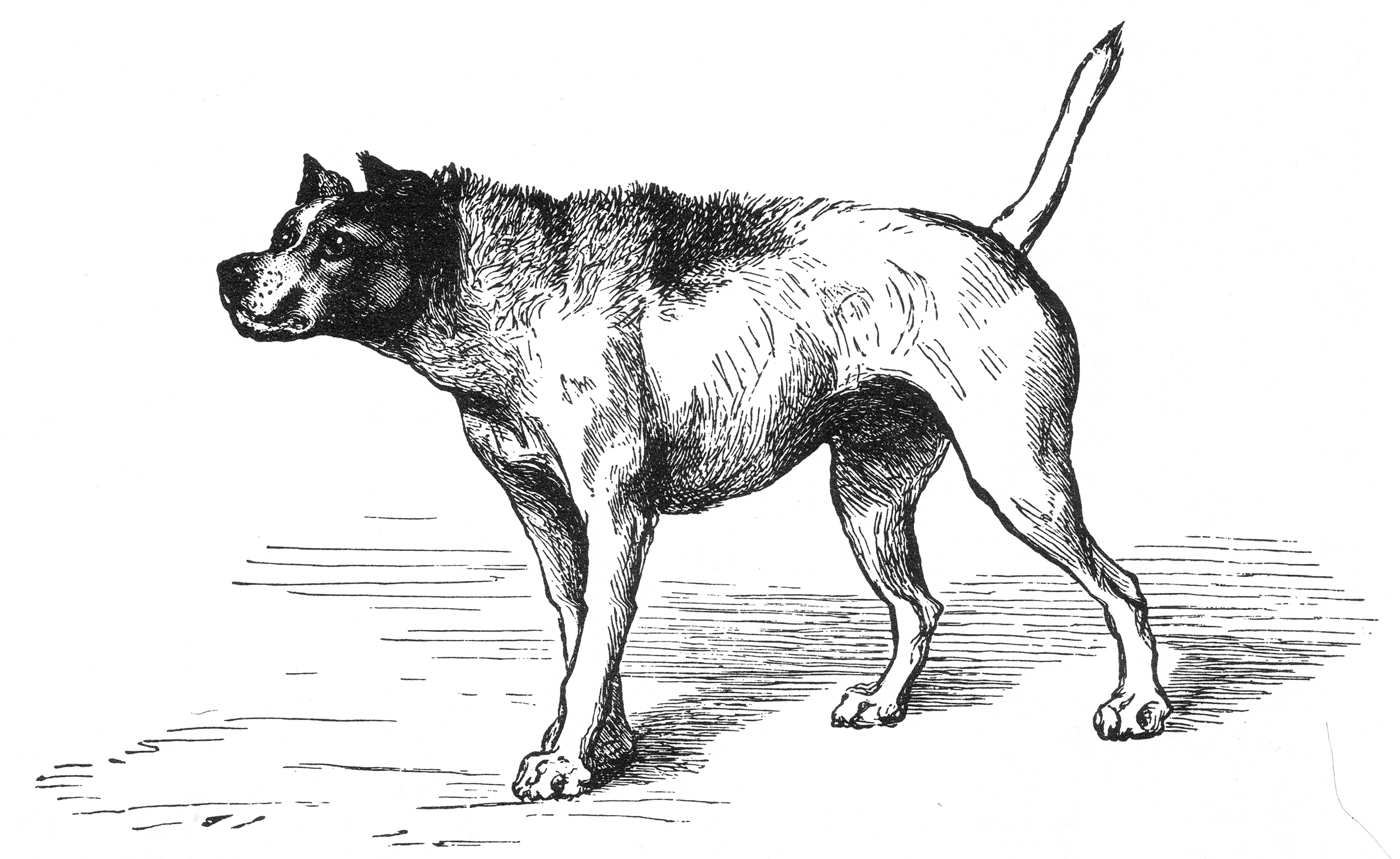
"Perro que se acerca a otro perro con intenciones hostiles"
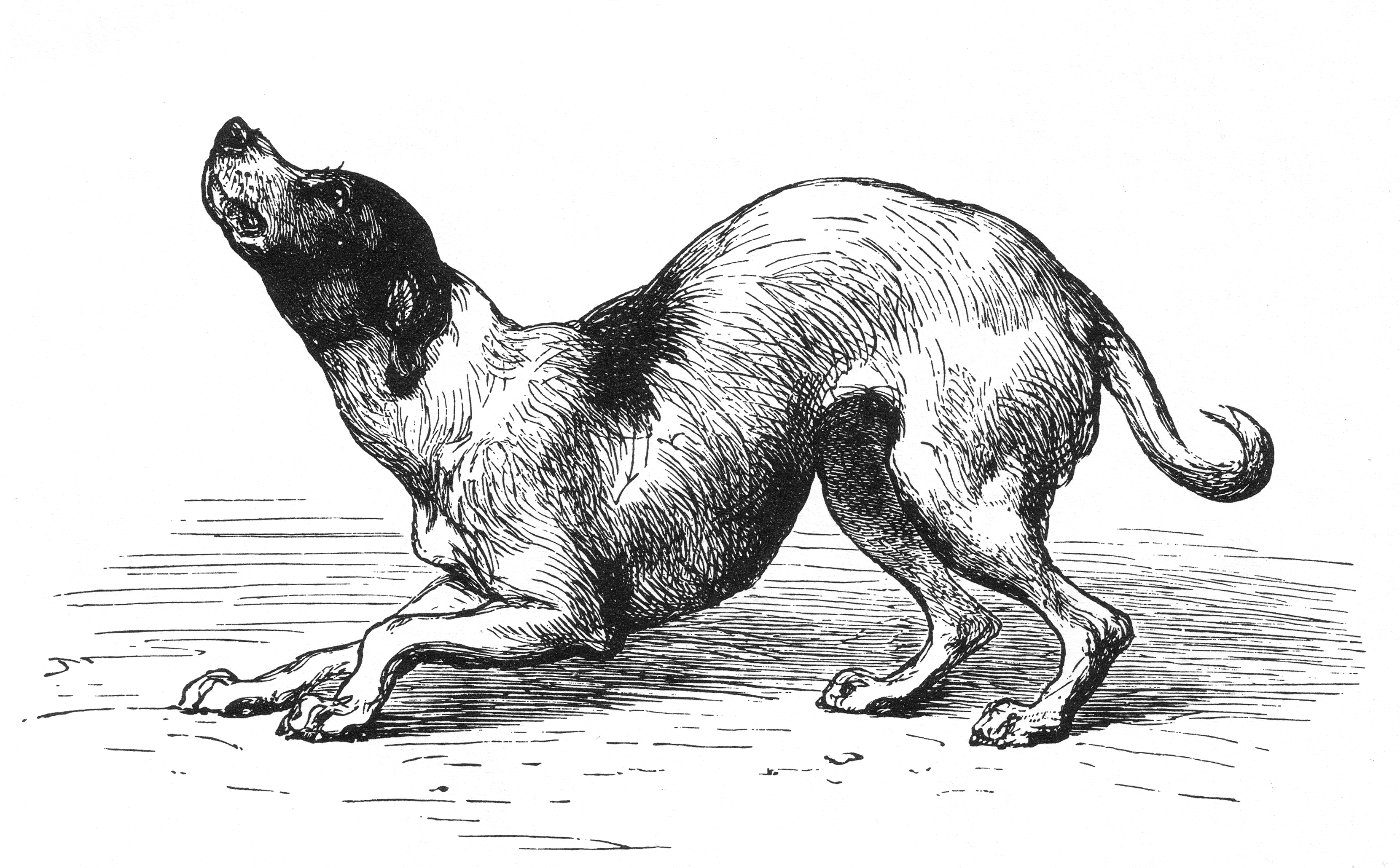
"Perro de espíritu humilde y cariñoso"
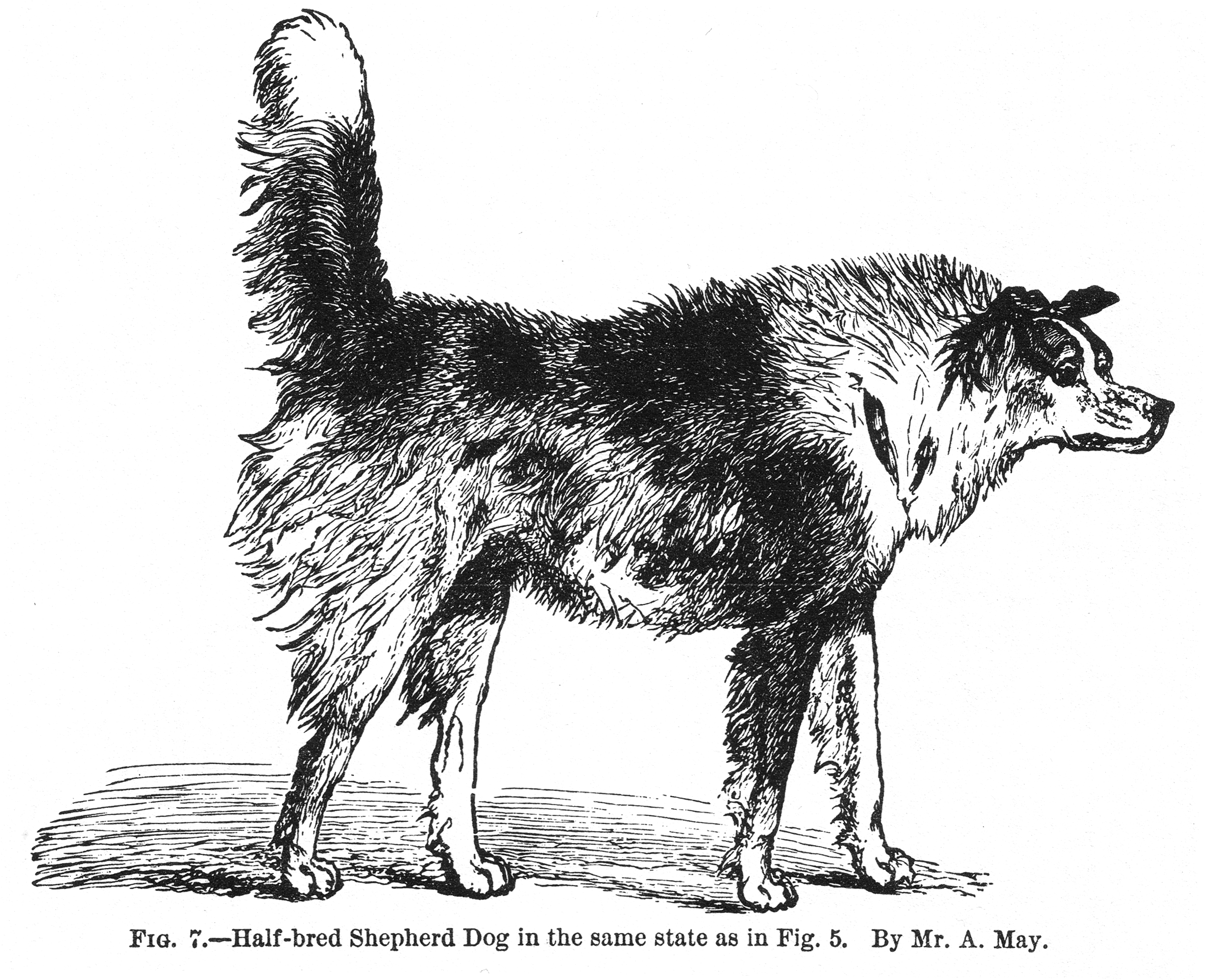
"Perro pastor mestizo"
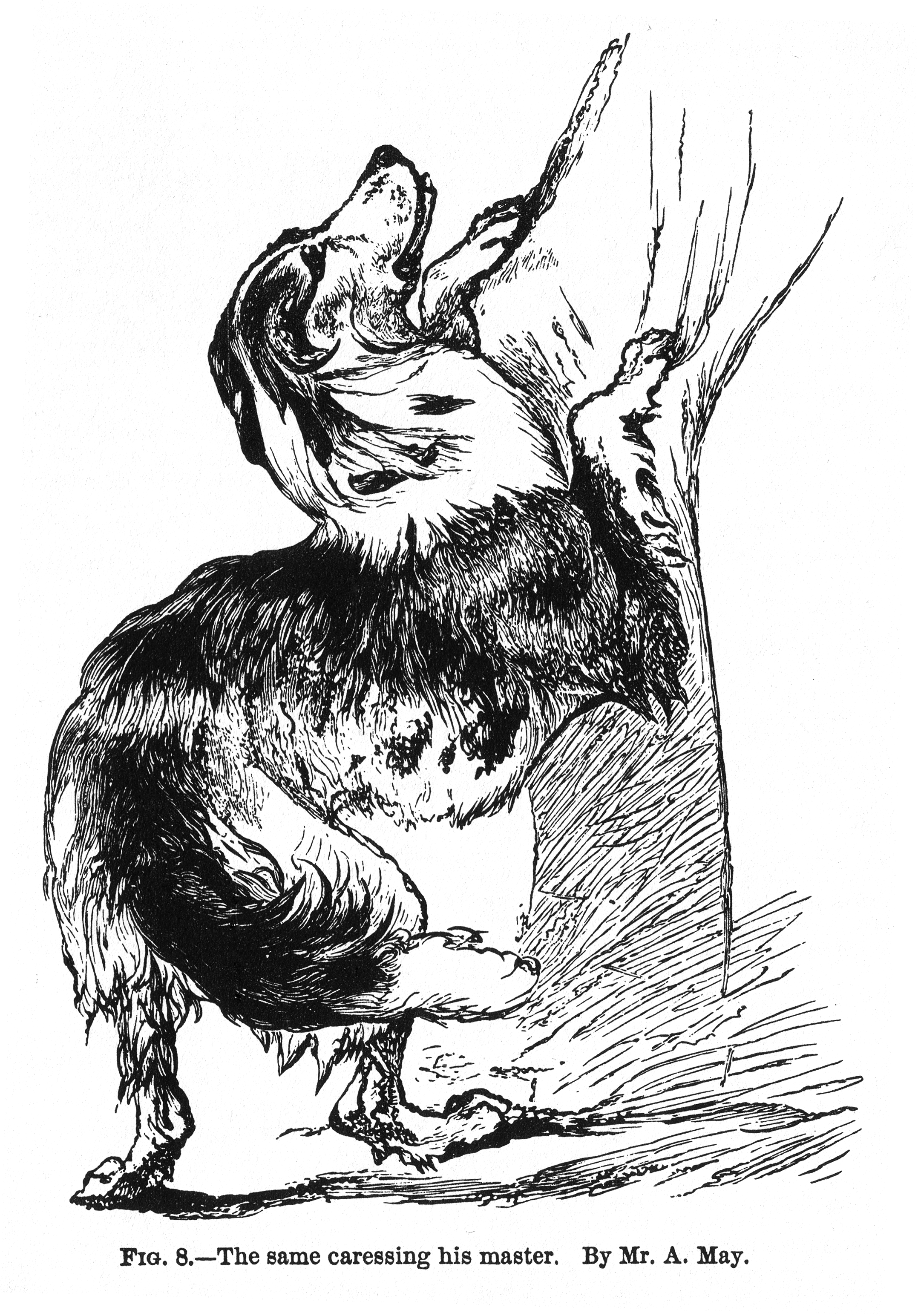
"Perro acariciando a su amo"

### Enfoque anecdótico
La evidencia de las emociones en los animales ha sido principalmente anecdótica, de individuos que interactúan con mascotas o animales cautivos regularmente. Sin embargo, los críticos que creen que los animales tienen emociones a menudo sugieren que el antropomorfismo es un factor motivador en la interpretación de los comportamientos observados. Gran parte del debate se debe a la dificultad de definir las emociones y a los requisitos cognitivos que se consideran necesarios para que los animales experimenten las emociones de manera similar a los humanos. El problema se vuelve más complejo por las dificultades que existen para probar las emociones en los animales. 

### Enfoque científico
En los últimos años, la comunidad científica ha apoyado cada vez más la idea de las emociones en los animales. La investigación científica ha proporcionado información sobre las similitudes de los cambios fisiológicos entre los seres humanos y los animales cuando experimentan emociones. 
Gran parte del apoyo a la emoción animal y su expresión surge de la idea de que sentir emociones no requiere procesos cognitivos significativos, más bien, podrían estar motivadas por los procesos para actuar de manera adaptativa, como sugirió Darwin. Los intentos recientes de estudiar las emociones en animales han dado lugar a nuevas construcciones en la experimentación y la recopilación de información. La profesora Marian Dawkins sugirió que las emociones podrían estudiarse sobre una base funcional o mecanicista. Dawkins sugiere que la investigación meramente mecanicista o funcional proporcionará la respuesta por sí sola, pero sugiere que una mezcla de ambas produciría los resultados más significativos.

#### Funcional
Los enfoques funcionales se basan en comprender qué papel desempeñan las emociones en los seres humanos y examinar ese papel en los animales. Un marco ampliamente utilizado para ver las emociones en un contexto funcional es el descrito por Oatley y Jenkins  quienes consideran que las emociones tienen tres etapas: (i) evaluación, en la que hay una valoración consciente o inconsciente de un evento como relevante para un objetivo particular. Una emoción es positiva cuando se avanza hacia ese objetivo y negativa cuando se lo impide (ii) disposición a la acción donde la emoción da prioridad a uno o varios tipos de acción y puede dar urgencia a una de modo que pueda interrumpir o competir con otras y (iii) cambios fisiológicos, expresión facial y luego acción conductual. La estructura, sin embargo, puede ser demasiado amplia y podría utilizarse para incluir todo el reino animal así como algunas plantas.

#### Mecanicista
El segundo enfoque, mecanicista, requiere un examen de los mecanismos que impulsan las emociones y la búsqueda de similitudes en los animales.
El enfoque mecanicista es ampliamente utilizado por Paul, Harding y Mendl. Reconociendo la dificultad de estudiar las emociones en animales no verbales, Paul et al. demuestran posibles formas de examinarlas mejor. Al observar los mecanismos que funcionan en la expresión de las emociones humanas, Paul et al. sugieren que la concentración en mecanismos similares en los animales puede proporcionar conocimientos claros sobre la experiencia animal. Observaron que en los humanos los sesgos cognitivos varían según el estado emocional y sugirieron esto como un posible punto de partida para examinar las emociones animales. Proponen que los investigadores puedan utilizar estímulos controlados que tengan un significado particular para los animales entrenados, con el fin de inducir emociones particulares en estos animales y evaluar qué tipos de emociones básicas pueden experimentar los animales.

#### Prueba de sesgo cognitivo

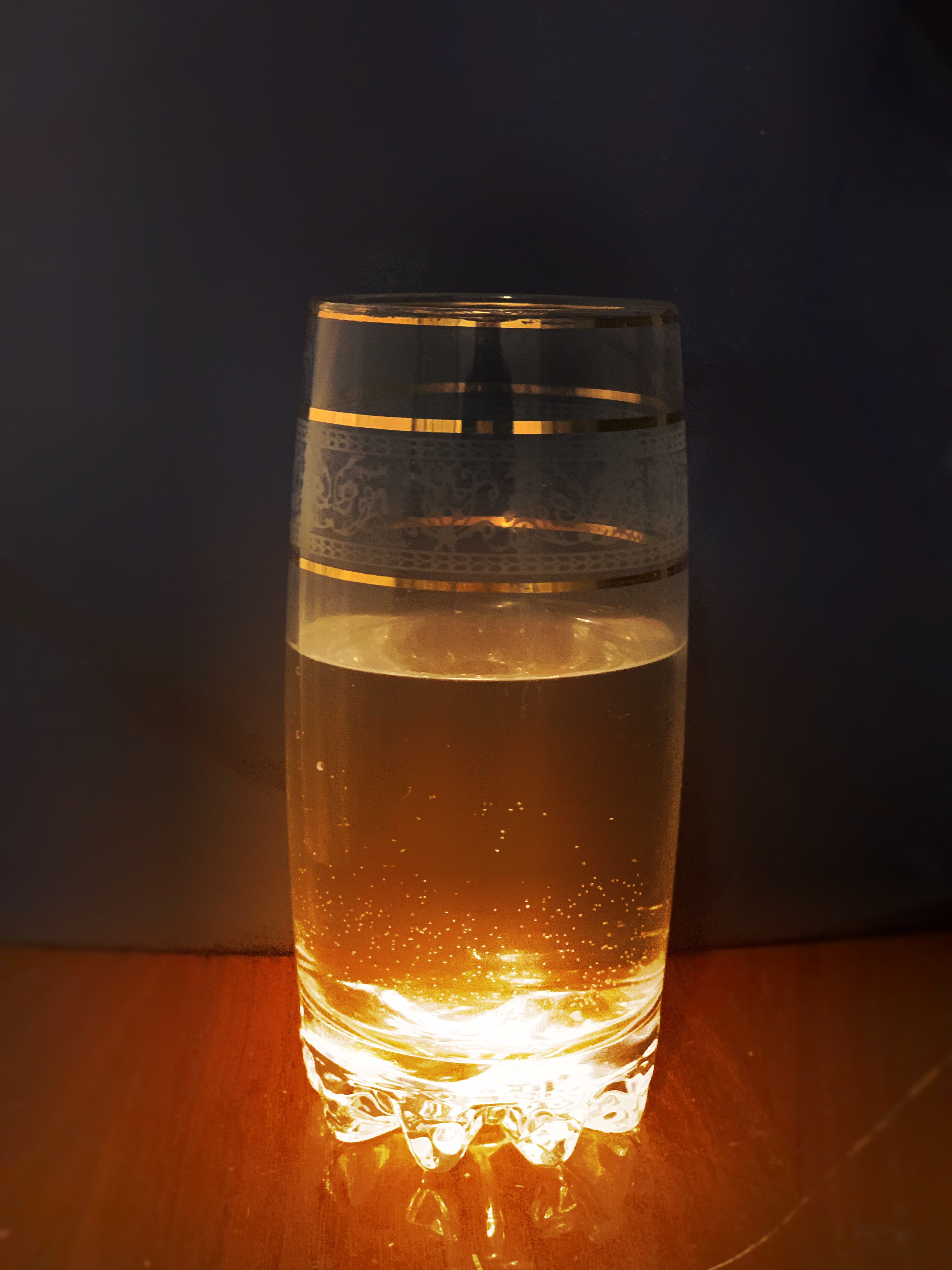
¿El vaso está medio vacío o medio lleno?

Un sesgo cognitivo es un patrón de desviación en el juicio, mediante el cual se pueden extraer inferencias sobre otros animales y situaciones de manera ilógica. Los individuos crean su propia "realidad social subjetiva" a partir de su percepción de la información. Se refiere a la pregunta " ¿El vaso está medio vacío o medio lleno? ", utilizada como indicador de optimismo o pesimismo. Para probar esto en animales, se entrena a un individuo para que anticipe ese estímulo A, por ejemplo, un tono de 20 Hz, precede a un evento positivo, p. ej., se entrega un alimento muy deseado cuando el animal presiona una palanca. El mismo individuo está entrenado para anticipar ese estímulo B, por ejemplo un tono de 10 Hz, precede a un evento negativo, p. ej. se entrega comida blanda cuando el animal presiona una palanca. Luego se prueba al animal al reproducirle un estímulo intermedio C, por ejemplo, un tono de 15 Hz y observar si el animal presiona la palanca asociada con la recompensa positiva o negativa, indicando así si el animal está de humor positivo o negativo. Esto podría verse influenciado, por ejemplo, por el tipo de alojamiento en el que se mantiene al animal.
Utilizando este enfoque, se ha descubierto que las ratas sometidas a manipulación o cosquillas mostraron diferentes respuestas al estímulo intermedio: las ratas expuestas a cosquillas fueron más optimistas. Los autores afirmaron que habían demostrado "por primera vez un vínculo entre el estado afectivo positivo medido directamente y la toma de decisiones en condiciones de incertidumbre en un modelo animal".
Se han demostrado sesgos cognitivos en una amplia gama de especies, incluidas ratas, perros, macacos rhesus, ovejas, polluelos, estorninos y abejas.

#### Automedicación con psicofármacos
Los seres humanos pueden tener una variedad de trastornos emocionales o del estado de ánimo, como depresión, ansiedad, miedo y pánico. Para tratar estos trastornos, los científicos han desarrollado una gama de fármacos psicoactivos como los ansiolíticos. Muchos de estos medicamentos se desarrollan y prueban utilizando una variedad de especies de laboratorio. Es incoherente argumentar que estos medicamentos son eficaces para tratar las emociones humanas y al mismo tiempo negar la experiencia de esas emociones en los animales de laboratorio en los que han sido desarrollados y probados.
Las jaulas de laboratorio estándar impiden que los ratones realicen varios comportamientos naturales por los cuales están muy motivados. Como consecuencia, los ratones de laboratorio a veces desarrollan comportamientos anormales indicativos de trastornos emocionales como depresión y ansiedad. Para mejorar el bienestar, estas jaulas a veces se enriquecen con elementos como material para anidar, refugios y ruedas para correr. Sherwin y Ollson  probaron si dicho enriquecimiento influía en el consumo de Midazolam, un fármaco ampliamente utilizado para tratar la ansiedad en humanos. A los ratones en jaulas estándar, jaulas estándar pero con manejo impredecible o jaulas enriquecidas se les dio la opción de beber agua sin medicamento o una solución de Midazolam. Los ratones en las jaulas estándar e impredecibles bebieron una mayor proporción de la solución ansiolítica que los ratones de las jaulas enriquecidas, lo que indica que los ratones de las jaulas de laboratorio estándar e impredecibles pueden haber estado experimentando mayor ansiedad que los ratones de las jaulas enriquecidas.

#### Neuronas del huso
Las neuronas en huso son células especializadas que se encuentran en tres regiones muy restringidas del cerebro humano: el córtex del cíngulo anterior, la ínsula y la corteza prefrontal dorsolateral. Las dos primeras de estas áreas regulan funciones emocionales como la empatía, el habla, la intuición, las reacciones instintivas rápidas y la organización social en los seres humanos. Las neuronas en huso también se encuentran en los cerebros de megaptera novaeangliae, Balaenoptera physalus, orcinus orca, physeter macrocephalus,  tursiops, grampus griseus, delphinapterus leucas, y los elefantes africanos y asiáticos.
Las ballenas tienen neuronas en huso en mayor número y se mantienen durante el doble de tiempo que en los humanos. La función exacta de las neuronas en huso en los cerebros de las ballenas aún no se entiende, pero Hof y Van Der Gucht creen que actúan como una especie de "conexiones de alta velocidad que aceleran el envío de información hacia y desde otras partes de la corteza". Los compararon con trenes expresos que evitan conexiones innecesarias, lo que permite a los organismos procesar y actuar instantáneamente en función de señales emocionales durante interacciones sociales complejas. Sin embargo, Hof y Van Der Gucht aclaran que desconocen la naturaleza de tales sentimientos en estos animales y que no se puede aplicar a las ballenas lo que se ve en los grandes simios o en nosotros mismos. Creen que se necesita más trabajo para saber si las emociones son las mismas para los humanos y las ballenas.

#### Vocalizaciones
Aunque los animales no humanos no pueden proporcionar retroalimentación verbal útil acerca de los detalles experienciales y cognitivos de sus sentimientos, varias vocalizaciones emocionales de otros animales pueden ser indicadores de estados afectivos potenciales. Desde Darwin y sus investigaciones, se sabe que los chimpancés y otros grandes simios emiten vocalizaciones similares a risas, lo que proporciona a los científicos informes más simbólicos de sus experiencias emocionales.
Las investigaciones realizadas con ratas han revelado que, en determinadas condiciones, emiten vocalizaciones ultrasónicas de 50 kHz que, según se ha postulado, reflejan un estado afectivo positivo (emoción) análogo a la alegría humana primitiva; estos llamados se han denominado "risa en animales". Los 50 Los USV de kHz en ratas se elevan de forma única mediante estímulos hedónicos (como las cosquillas, la estimulación eléctrica cerebral gratificante, las inyecciones de anfetaminas, el apareamiento, el juego y la agresión) y se suprimen mediante estímulos aversivos. De todas las manipulaciones que provocan chirridos de 50 kHz en ratas, las cosquillas hechas por humanos provocan la tasa más alta de estos llamados..
Se sabe que algunas vocalizaciones de los gatos domésticos, como el ronroneo, se producen en situaciones de valencia positiva, como las interacciones entre madres gatitas, el contacto con una pareja familiar o durante la estimulación táctil con objetos inanimados, como al rodar y frotarse. Por lo tanto, el ronroneo puede considerarse generalmente como un indicador de "placer" en los gatos.
Los balidos graves en las ovejas se han asociado con algunas situaciones de valencia positiva, ya que son producidos por los machos cuando se acerca una hembra en celo o por madres lactantes mientras lamen y amamantan a sus corderos.

#### Neurológico
Se considera que los estudios neurocientíficos basados en las tendencias de acción instintiva y emocional de animales no humanos acompañadas de los cambios neuroquímicos y eléctricos del cerebro son los que mejor monitorean los estados emocionales/afectivos relativos del proceso primario. Las predicciones basadas en la investigación realizada en animales son lo que conduce al análisis de la infraestructura neuronal relevante en los humanos. La triangulación psiconeuroetológica con humanos y animales permite una mayor experimentación con las emociones animales. El uso de animales específicos que exhiben indicadores de estados emocionales para decodificar los sistemas neuronales subyacentes ayuda al descubrimiento de variables cerebrales críticas que regulan las expresiones emocionales de los animales. Comparando los resultados de experimentos con animales se pueden predecir los cambios afectivos que deberían producirse en los seres humanos. Estudios específicos donde hay un aumento o disminución de vocalizaciones de alegría o angustia por separación en animales, comparando humanos que exhiben los aumentos o disminuciones predichos en sentimientos de alegría o tristeza, el peso de la evidencia construye una hipótesis neuronal concreta sobre la naturaleza del afecto que apoya a todas las especies relevantes.

## Crítica
El argumento de que los animales experimentan emociones a veces es rechazado debido a la falta de evidencia de mayor calidad, y aquellos que no creen en la idea de la inteligencia animal a menudo argumentan que el antropomorfismo juega un papel en las perspectivas de los individuos. Quienes rechazan que los animales tengan la capacidad de experimentar emociones lo hacen principalmente haciendo referencia a inconsistencias en estudios que han respaldado la creencia de que las emociones existen. Al no haber medios lingüísticos para comunicar emociones más allá de la interpretación de la respuesta conductual, la dificultad de proporcionar una explicación de la emoción en los animales depende en gran medida de la experimentación interpretativa, que se apoya en resultados de sujetos humanos.
Algunas personas se oponen al concepto de emociones animales y sugieren que las emociones no son universales, incluso en los humanos. Si las emociones no son universales, esto indica que no existe una relación filogenética entre las emociones humanas y las no humanas. La relación establecida por los defensores de la emoción animal, entonces, sería meramente una sugerencia de características mecanicistas que promueven la adaptabilidad, pero carecen de la complejidad de las construcciones emocionales humanas. Así, el estilo de vida social puede desempeñar un papel en el proceso mediante el cual las emociones básicas se transforman en emociones más complejas.
Darwin concluyó, a través de una encuesta, que los humanos comparten expresiones emotivas universales y sugirió que los animales probablemente las comparten en algún grado. Los construccionistas sociales ignoran el concepto de que las emociones son universales. Otros mantienen una postura intermedia y sugieren que las expresiones emocionales básicas y las emociones son universales, pero que las complejidades se desarrollan culturalmente. Un estudio de Elfenbein y Ambady indicó que los individuos dentro de una cultura particular son mejores a la hora de reconocer las emociones de los miembros de otros grupos culturales.

## Ejemplos

### Primates
Los primates, en particular los grandes simios, son candidatos para poder experimentar empatía y teoría de la mente. Los grandes simios tienen sistemas sociales complejos, los simios jóvenes y sus madres tienen fuertes vínculos de apego y cuando un bebé chimpancé  o gorila  muere, la madre comúnmente llevará el cuerpo consigo durante varios días. Jane Goodall ha descrito a los chimpancés como animales que exhiben un comportamiento triste. Se informó que Koko, una gorila entrenada para usar lenguaje de señas, expresó vocalizaciones que indicaban tristeza después de la muerte de su gato mascota.
Más allá de esa evidencia anecdótica, el respaldo a las reacciones empáticas proviene de estudios experimentales con macacos rhesus. Los macacos se negaron a tirar de una cadena que les entregaba comida si al hacerlo también provocaba que un compañero recibiera una descarga eléctrica. Esta inhibición de dañar a un conespecífico fue más pronunciada entre macacos familiares que entre desconocidos, un hallazgo similar al de la empatía en humanos.
Se han realizado además investigaciones sobre el comportamiento de consolación en chimpancés. De Waal y Aureli descubrieron que los contactos con terceros intentan aliviar la angustia de los participantes del contacto consolando (por ejemplo,entablando contacto, abrazando, acicalando) a los receptores de la agresión, especialmente a aquellos que han experimentado una agresión más intensa. Los investigadores no pudieron replicar estos resultados utilizando el mismo protocolo de observación en estudios con monos, lo que demuestra una posible diferencia en la empatía entre los simios y otros monos.
Otros estudios han examinado el procesamiento emocional en los grandes simios. En concreto, a los chimpancés se les mostraron videoclips de escenas cargadas de emociones, como un procedimiento veterinario detestado o una comida favorita, y luego se les pidió que relacionaran esas escenas con una de dos expresiones faciales específicas de la especie: "feliz" (una cara de juego) o "triste" (una expresión de mostrar los dientes que se ve en la frustración o después de una derrota). Los chimpancés asociaron correctamente los clips con las expresiones faciales que compartían su significado, lo que demuestra que comprenden el significado emocional de sus expresiones faciales. Las mediciones de la temperatura periférica de la piel también indicaron que los videoclips afectaron emocionalmente a los chimpancés.

### Roedores
En 1998, Jaak Panksepp propuso que todas las especies de mamíferos están equipadas con cerebros capaces de generar experiencias emocionales. Trabajos posteriores examinaron estudios sobre roedores para proporcionar un apoyo fundamental a esta afirmación. Uno de estos estudios examinó si las ratas actuarían para aliviar la angustia de un congénere. Se entrenó a ratas para que presionaran una palanca para evitar que se les aplicara una descarga eléctrica, señalizada mediante una señal visual, a un congénere. Luego fueron probadas en una situación en la que un congénere o un bloque de poliestireno se elevaban en el aire y se podían bajar presionando una palanca. Las ratas que habían tenido experiencia previa con la angustia de sus congéneres demostraron más de diez veces más respuestas para reducir la angustia de un congénere estresado en comparación con las ratas del grupo de control, mientras que aquellas que nunca habían experimentado angustia de sus congéneres expresaron más de tres veces más respuestas para reducir la angustia de un congénere estresado en relación con el grupo de control. Esto sugiere que las ratas actuarán para reducir la angustia de un congénere, un fenómeno relacionado con la empatía. También se han obtenido resultados comparables en experimentos similares diseñados con monos.
Langford et al. examinaron la empatía en roedores utilizando un enfoque basado en la neurociencia. Informaron que (1) si dos ratones experimentaban dolor juntos, expresaban mayores niveles de comportamiento relacionado con el dolor que si el dolor se experimentaba individualmente, (2) si experimentaban diferentes niveles de dolor juntos, el comportamiento de cada ratón era modulado por el nivel de dolor experimentado por su compañero social, y (3) la sensibilidad a un estímulo nocivo era experimentada en el mismo grado por el ratón que observaba a un congénere con dolor que por el ratón que experimentaba directamente el estímulo doloroso. Los autores sugieren que esta capacidad de respuesta al dolor de los demás demostrada por los ratones es indicativa de contagio emocional, un fenómeno asociado con la empatía, que también se ha informado en cerdos. Un comportamiento asociado con el miedo en las ratas es el congelamiento. Si las ratas hembras experimentan descargas eléctricas en las patas y luego ven a otra rata experimentando descargas eléctricas similares, se congelan más que las hembras que no han experimentado las descargas. Esto sugiere empatía en ratas experimentadas que presencian cómo otro individuo recibe una descarga eléctrica. Además, la conducta del manifestante cambió según la conducta del testigo; los manifestantes se congelaron más después de las descargas eléctricas si su testigo se congelaba más, lo que creó un círculo de empatía.
Varios estudios también han demostrado que los roedores pueden responder a un estímulo condicionado que se ha asociado con la angustia de un congénere, como si estuviera emparejado con la experiencia directa de un estímulo incondicionado. Estos estudios sugieren que los roedores son capaces de compartir afectos, un concepto fundamental para la empatía.

### Caballos
Aunque no hay evidencia directa de que los caballos experimenten emociones, un estudio de 2016 mostró que los caballos domésticos reaccionan de manera diferente al ver fotografías de expresiones faciales humanas positivas (felices) o negativas (enojadas). Al observar caras enojadas, los caballos miran más con el ojo izquierdo, lo que se asocia con la percepción de estímulos negativos. Su frecuencia cardíaca también aumenta más rápidamente y muestran más comportamientos relacionados con el estrés. Un jinete escribió: "Los jinetes y entrenadores experimentados pueden aprender a leer los estados de ánimo sutiles de cada caballo según la sabiduría transmitida de un jinete a otro, pero también tras años de ensayo y error. Sufrí muchos moretones en los dedos de los pies y mordisqueos antes de poder detectar un curioso movimiento de las orejas, un irritado movimiento de la cola o una arruga de preocupación sobre un ojo de largas pestañas". Esto sugiere que los caballos tienen emociones y las muestran físicamente, pero no es una prueba concreta.

### Pájaros
Marc Bekoff publicó en su libro  The Emotional Lives of Animals (La vida emocional de los animales) relatos de comportamiento animal que, según él, eran evidencia de que los animales podían experimentar emociones:  Se cree que la afiliación a un espectador representa una expresión de empatía en la que el espectador intenta consolar a la víctima de un conflicto y aliviar su angustia. Hay evidencia de afiliación a espectadores en los cuervos (por ejemplo, sentarse por contacto, acicalarse o tocarse pico con pico o pico con cuerpo) y también de afiliación a espectadores solicitada, en la que hay afiliación posterior al conflicto de la víctima al espectador. Esto indica que los cuervos pueden ser sensibles a las emociones de los demás, sin embargo, el valor de la relación juega un papel importante en la prevalencia y función de estas interacciones posteriores al conflicto.
Se ha estudiado la capacidad de las gallinas domésticas para experimentar empatía. Las gallinas madres muestran uno de los atributos esenciales de la empatía: la capacidad de verse afectadas por el estado emocional de sus polluelos angustiados y compartirlo. Sin embargo, aún no se ha encontrado evidencia de empatía entre gallinas adultas.

### Perros

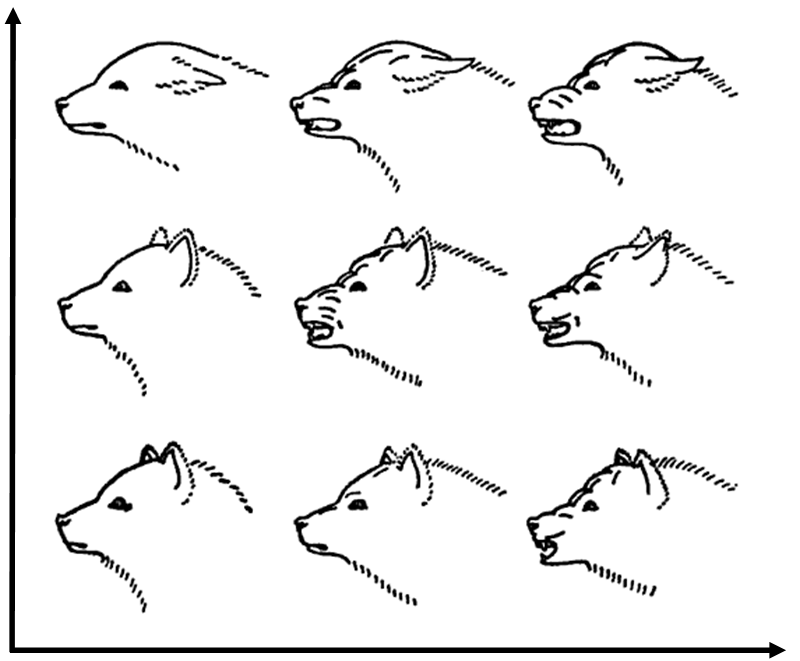
Un dibujo de Konrad Lorenz que muestra las expresiones faciales de un perro.

Algunas investigaciones indican que los perros domésticos pueden experimentar emociones negativas de manera similar a los humanos, incluido el equivalente a ciertas condiciones psicológicas crónicas y agudas. Gran parte de esto proviene de estudios de Martin Seligman sobre la teoría de la indefensión aprendida como una extensión de su interés en la depresión:

Un perro que había sido condicionado repetidamente para asociar un estímulo audible con descargas eléctricas inevitables no intentó posteriormente escapar de las descargas eléctricas después de que se le presentara la advertencia, a pesar de que todo lo que el perro tenía que hacer era saltar sobre una pared divisoria baja en diez segundos. El perro ni siquiera intentó evitar el "estímulo aversivo"; previamente había "aprendido" que nada de lo que hiciera reduciría la probabilidad de recibir una descarga. Un experimento de seguimiento involucró a tres perros sujetos con arneses, incluido uno que recibió descargas de idéntica intensidad y duración que los demás, pero la palanca que de otro modo habría permitido al perro un grado de control se dejó desconectada y no hizo nada. Los primeros dos perros se recuperaron rápidamente de la experiencia, pero el tercer perro sufrió síntomas crónicos de depresión clínica como resultado de esta impotencia percibida.

Una serie adicional de experimentos mostró que, de manera similar a los humanos, en condiciones de estrés psicológico intenso a largo plazo, alrededor de un tercio de los perros no desarrollan indefensión aprendida ni depresión a largo plazo. Pero estos animales de alguna manera lograron encontrar una forma de manejar la situación desagradable a pesar de su experiencia pasada. Se ha descubierto que la característica correspondiente en los humanos se correlaciona altamente con un estilo explicativo y una actitud optimista que ve la situación como algo más que personal, omnipresente o permanente.
Desde estos estudios, también se han aceptado como parte del espectro de la emoción en los perros domésticos síntomas análogos a la depresión clínica, la neurosis y otros trastornos psicológicos. Las posturas de los perros pueden indicar su estado emocional.
Las investigaciones psicológicas han demostrado que cuando los humanos miran el rostro de otro ser humano, la mirada no es simétrica; la mirada se mueve instintivamente hacia el lado derecho de la cara para obtener información sobre sus emociones y su estado. Una investigación de la Universidad de Lincoln muestra que los perros comparten este instinto cuando conocen a un humano, y sólo cuando conocen a un humano (es decir, no a otros animales ni a otros perros). Son la única especie no primate conocida que comparte este instinto.
Se ha estudiado la existencia y naturaleza de los rasgos de personalidad en perros (15.329 perros de 164 razas diferentes). Se identificaron cinco "rasgos estrechos" consistentes y estables, descritos como alegría, curiosidad/intrépidos, tendencia a la persecución, sociabilidad y agresividad. También se identificó un eje de orden superior para la timidez-audacia.
A los perros se les presentaron imágenes de caras humanas o de perros con diferentes estados emocionales (feliz/juguetón o enojado/agresivo) emparejados con una sola vocalización (voces o ladridos) del mismo individuo con un estado emocional positivo o negativo o ruido marrón. Los perros miran durante más tiempo la cara cuya expresión es congruente con el estado emocional de la vocalización, tanto en el caso de otros perros como de los humanos. Esta es una habilidad que hasta ahora sólo se conocía en los humanos. El comportamiento de un perro no siempre puede ser un indicio de su amabilidad. Esto se debe a que cuando un perro mueve la cola, la mayoría de las personas interpretan que el perro expresa felicidad y amabilidad. Si bien es cierto que mover la cola puede expresar estas emociones positivas, también es una indicación de miedo, inseguridad, desafío al dominio, establecimiento de relaciones sociales o una advertencia de que el perro puede morder.
Algunos investigadores están empezando a investigar la cuestión de si los perros tienen emociones con la ayuda de imágenes por resonancia magnética.

### Elefantes
Los elefantes son conocidos por su empatía hacia los miembros de su misma especie, así como por su memoria cognitiva. Si bien esto es cierto, los científicos debaten continuamente hasta qué punto los elefantes sienten emociones. Las observaciones muestran que los elefantes, al igual que los humanos, se preocupan por los individuos en dificultades o fallecidos, prestan asistencia a los enfermos y muestran un interés especial en los cadáveres de su propia especie, sin embargo, algunos interpretan esta visión como antropomórfica.
Recientemente se ha sugerido que los elefantes pasan pruebas de autorreconocimiento frente al espejo, y dichas pruebas se han vinculado con la capacidad de empatía. Sin embargo, el experimento que mostró tales acciones no siguió el protocolo aceptado para pruebas de autorreconocimiento, y los intentos anteriores de demostrar el autorreconocimiento en el espejo en elefantes han fracasado, por lo que esta afirmación sigue siendo polémica.
También se considera que los elefantes muestran sus emociones a través de la expresión vocal, específicamente mediante la vocalización retumbante. Los retumbos son llamadas moduladas en frecuencia, ricas en armónicos, con frecuencias fundamentales en el rango infrasónico y con una estructura de formantes clara. Los elefantes muestran emociones negativas y/o una mayor intensidad emocional a través de sus rugidos, según períodos específicos de interacción social y agitación.

### Gatos

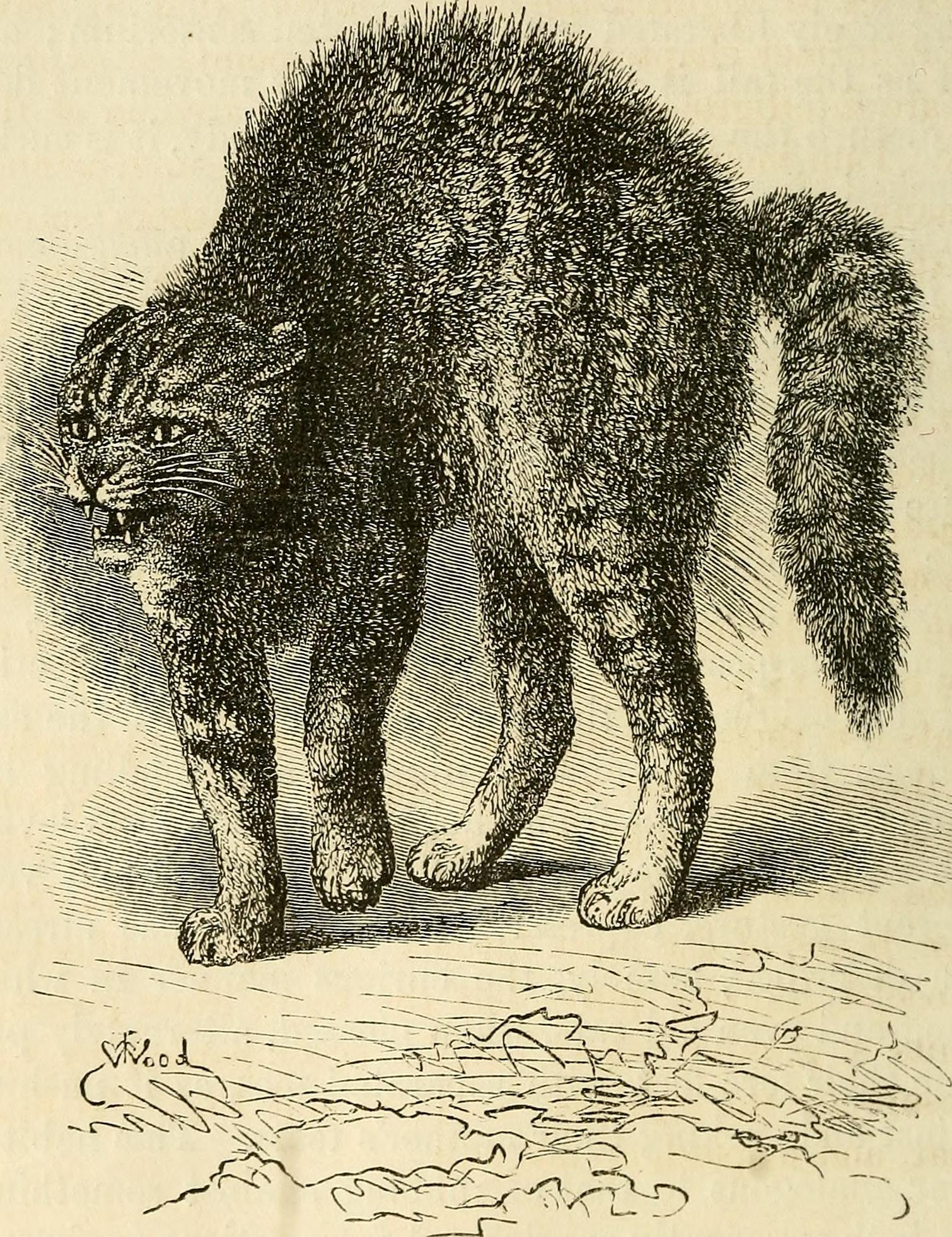
Respuesta del gato a un estímulo que le provoca miedo.

Se ha postulado que los gatos domésticos pueden aprender a manipular a sus dueños a través de vocalizaciones similares al llanto de los bebés humanos. Algunos gatos aprenden a añadir un ronroneo a la vocalización, lo que la hace menos armoniosa y más disonante para los humanos, y por lo tanto más difícil de ignorar. Los gatos aprenden a hacer estas vocalizaciones mediante ensayo y error; cuando una vocalización particular provoca una respuesta positiva en un humano, aumenta la probabilidad de que el gato utilice esa vocalización en el futuro.
Gruñir puede ser una expresión de fastidio o miedo, similar a la de los humanos. Cuando está molesto o enojado, un gato se retuerce y golpea su cola con mucho más vigor que cuando está contento. En felinos más grandes, como los leones, lo que les resulta irritante varía de un individuo a otro. Un león macho puede dejar que sus cachorros jueguen con su melena o su cola, o puede sisear y golpearlos con sus patas. Los gatos domésticos machos también tienen actitudes variables hacia los miembros de su familia; por ejemplo, los hermanos mayores tienden a no acercarse a sus hermanos menores o nuevos e incluso pueden mostrar hostilidad hacia ellos.
El siseo también es una vocalización asociada con la agresión ofensiva o defensiva. Suelen ir acompañadas de una exhibición postural destinada a tener un efecto visual sobre la amenaza percibida. Los gatos sisean cuando están asustados, enfadados o tienen dolor y también para asustar a los intrusos en su territorio. Si el siseo y el gruñido de advertencia no eliminan la amenaza, es posible que se produzca un ataque por parte del gato. Los gatitos de dos a tres semanas de edad potencialmente sisearán cuando un humano los levante por primera vez.

### Abejas melíferas

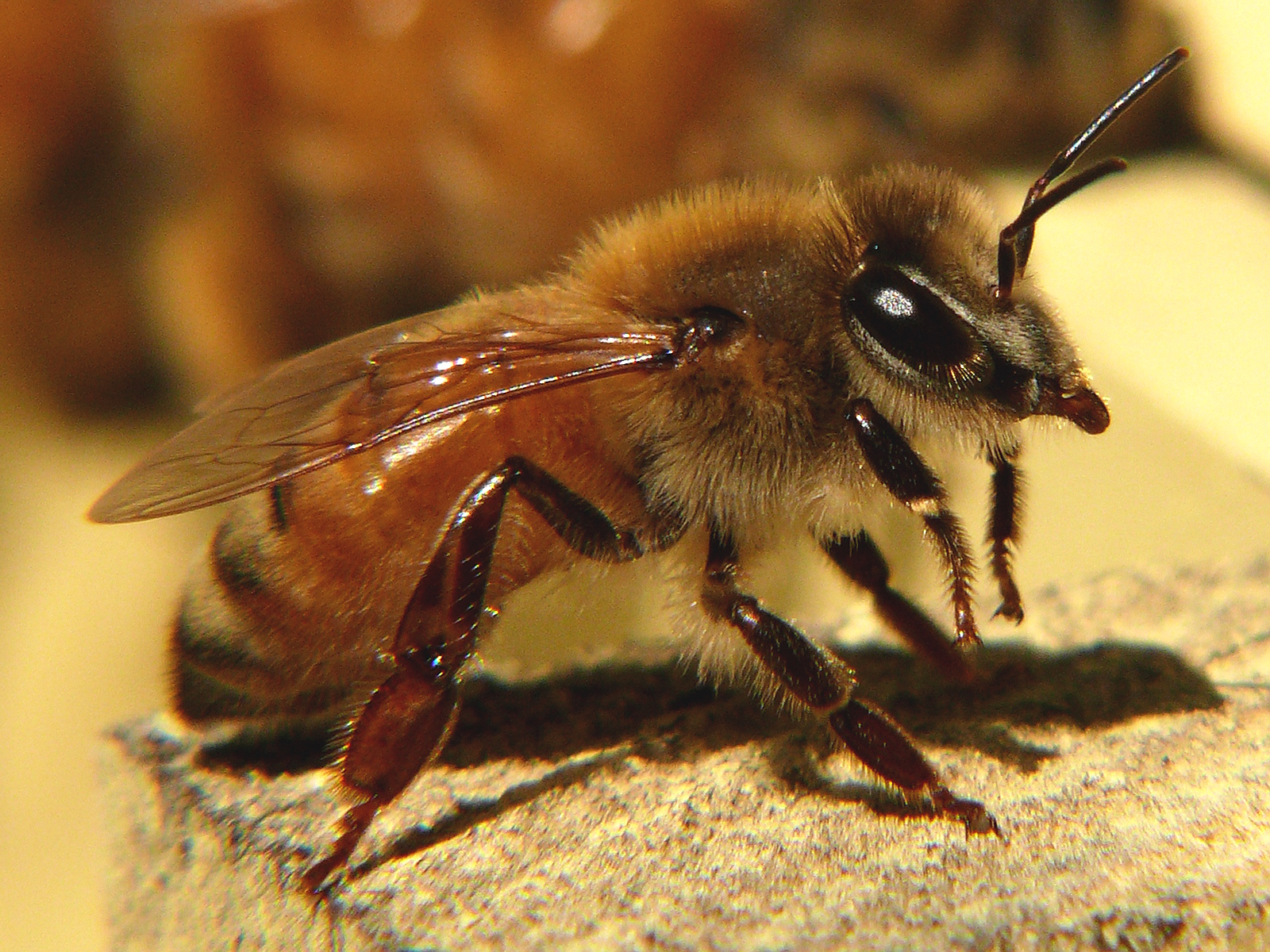
Las abejas se vuelven pesimistas después de ser sacudidas

Se entrenó a abejas melíferas (Apis mellifera carnica" para que extendieran su probóscide a una mezcla de olores de dos componentes (CS+) prediciendo una recompensa (por ejemplo, 1,00 o 2,00 M de sacarosa) y para que retuvieran su probóscide de otra mezcla (CS−) prediciendo un castigo o una recompensa menos valiosa (por ejemplo, 0,01 M de solución de quinina o 0,3 M de sacarosa). Inmediatamente después del entrenamiento, la mitad de las abejas fueron sometidas a una agitación vigorosa durante 60 segundos para simular el estado producido por un ataque depredador a una colonia oculta. Esta sacudida redujo los niveles de octopamina, dopamina y serotonina en la hemolinfa de un grupo separado de abejas en un momento correspondiente al momento en que se realizaron las pruebas de sesgo cognitivo. En las abejas, la octopamina es el neurotransmisor local que funciona durante el aprendizaje de recompensa, mientras que la dopamina media la capacidad de aprender a asociar olores con el castigo de quinina. Si se alimenta a las moscas con serotonina, son más agresivas; las moscas privadas de serotonina todavía muestran agresividad, pero lo hacen con mucha menos frecuencia.
A los 5 minutos de agitación, todas las abejas entrenadas comenzaron una secuencia de ensayos de prueba no reforzados con cinco estímulos de olor presentados en un orden aleatorio para cada abeja: el CS+, el CS− y tres olores nuevos compuestos de proporciones intermedias entre las dos mezclas aprendidas. Las abejas sacudidas tenían mayor probabilidad de retener sus piezas bucales del CS− y del olor nuevo más similar. Por lo tanto, las abejas agitadas muestran una mayor expectativa de resultados malos, similar a un estado emocional típico de los vertebrados. Los investigadores del estudio afirmaron que, "aunque nuestros resultados no nos permiten hacer ninguna afirmación sobre la presencia de sentimientos subjetivos negativos en las abejas, ponen en tela de juicio cómo identificamos las emociones en cualquier animal no humano. Es lógicamente incoherente afirmar que la presencia de sesgos cognitivos pesimistas debe tomarse como confirmación de que los perros o las ratas están ansiosos, pero negar la misma conclusión en el caso de las abejas". 

### Cangrejo de río

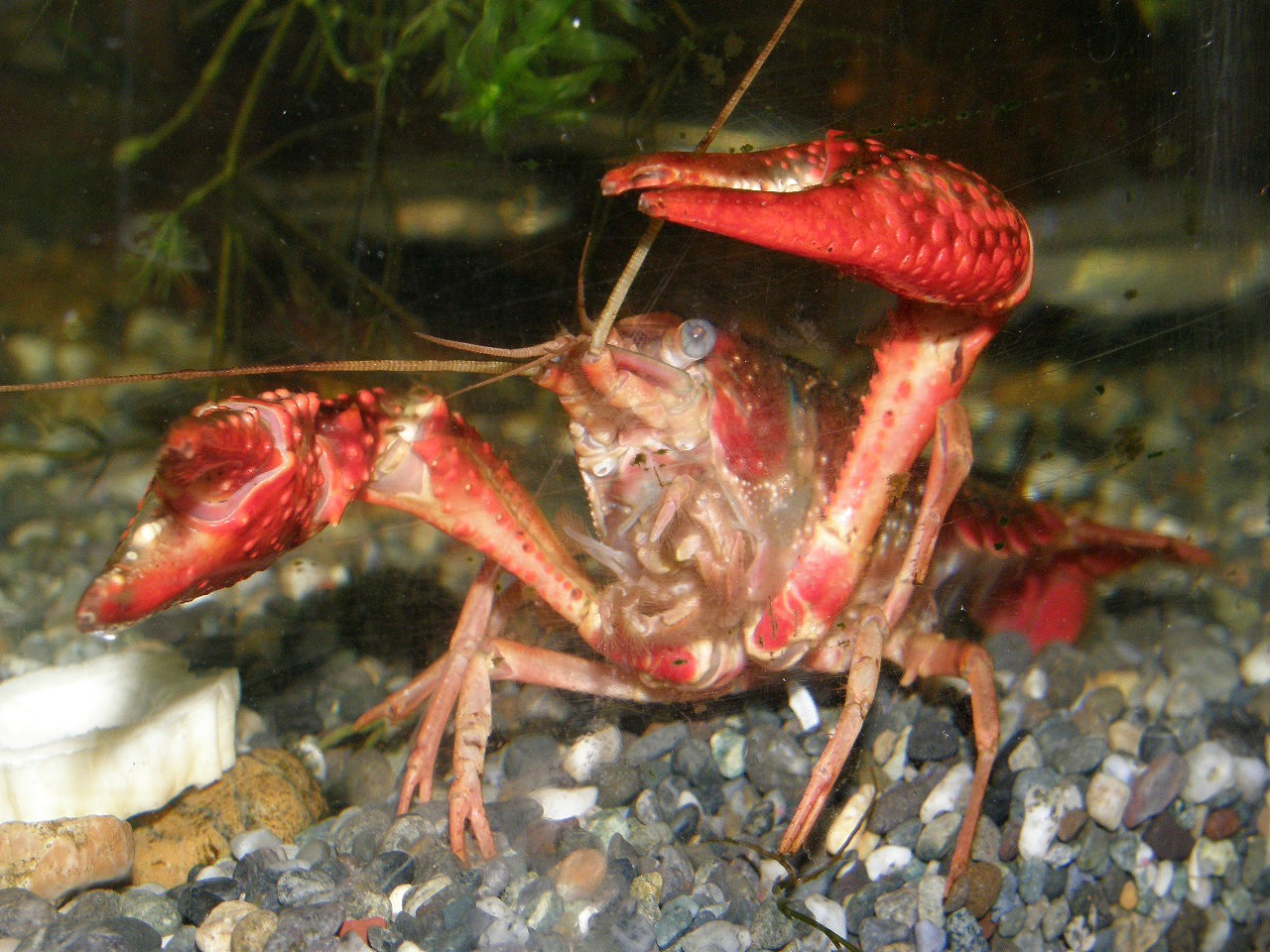
El cangrejo de río de agua dulce Procambarus clarkii

Los cangrejos de río exploran naturalmente nuevos entornos, pero muestran una preferencia general por los lugares oscuros. Un estudio de 2014  sobre el cangrejo de río de agua dulce Procambarus clarkii probó sus respuestas en un paradigma de miedo, el laberinto elevado en cruz, en el que los animales eligen caminar sobre una cruz elevada que ofrece condiciones tanto aversivas como preferibles (en este caso, dos brazos estaban iluminados y dos oscuros). Los cangrejos de río que experimentaron una descarga eléctrica mostraron un mayor miedo o ansiedad, como lo demostró su preferencia por los brazos oscuros más que por los claros. Además, los cangrejos de río en estado de shock tenían concentraciones de serotonina en el cerebro relativamente más altas, junto con niveles elevados de glucosa en sangre, lo que indica una respuesta al estrés. Además, los cangrejos de río se calmaron cuando se les inyectó el ansiolítico benzodiazepínico, clordiazepóxido, utilizado para tratar la ansiedad en humanos, y entraron a la oscuridad con normalidad. Los autores del estudio concluyeron que "[el] estrés en los cangrejos de río exhibe sorprendentes homologías con la ansiedad de los vertebrados".
Un estudio de seguimiento con las mismas especies confirmó el efecto ansiolítico del clordiazepóxido, pero además, la intensidad del comportamiento similar a la ansiedad dependía de la intensidad de la descarga eléctrica hasta alcanzar una meseta. Esta relación cuantitativa entre el estrés y la ansiedad es también una característica muy común de la ansiedad humana y de los vertebrados.

### Libros
- Bekoff, M.; Jane Goodall (2007). The Emotional Lives of Animals. New World Library. ISBN 978-1-57731-502-5.
- Holland, J. (2011). Unlikely Friendships: 50 Remarkable Stories from the Animal Kingdom.
- Swirski, P. (2011). "You'll Never Make a Monkey Out of Me or Altruism, Proverbial Wisdom, and Bernard Malamud's God's Grace." American Utopia and Social Engineering in Literature, Social Thought, and Political History. New York, Routledge.
- Wohlleben, Peter (7 de noviembre de 2017). The Inner Life of Animals: Love, Grief, and Compassion — Surprising Observations of a Hidden World. Greystone Books. ISBN 9781771643023. Foreword by Jeffrey Moussaieff Masson. First published in 2016 in German, under the title Das Seelenleben der Tiere.
- Safina, Carl (2015). Beyond Words What Animals Think and Feel. Henry Holt & Company Inc. ISBN 978-0805098884.
- de Waal, Frans (2019). Mama's Last Hug: Animal Emotions and What They Tell Us about Ourselves. W. W. Norton & Company. ISBN 978-0393635065.

### Artículos
- Mendl, M.; Burman, O.H.P.; Paul, E.S. (2010). «An integrative and functional framework for the study of animal emotion and mood». Proceedings of the Royal Society B 277 (1696): 2895-2904. PMC 2982018. PMID 20685706. doi:10.1098/rspb.2010.0303.
- Anderson, D. J.; Adolphs, R. (2014). «A framework for studying emotions across species». Cell 157 (1): 187-200. PMC 4098837. PMID 24679535. doi:10.1016/j.cell.2014.03.003.
- «Sensitivity of pigs and the thieving of squirrels — all part of animals' inner lives». The Washington Post. 8 de diciembre de 2017.

- Datos: Q1188455